# Giacomo Gianniotti
Giacomo Gianniotti, né le 19 juin 1989 à Rome en Italie, est un acteur italo-canadien.
Il est révélé dans la série télévisée Selfie (2013-2014), et accède à la notoriété en incarnant l'un des nouveaux médecins le Dr Andrew DeLuca dans Grey's Anatomy (2015-2021).
Au cinéma, il incarne l’athlète Sam Stoller, en 2016, dans le biopic consacré à Jesse Owens, La Couleur de la victoire.

## Biographie

### Enfance et formation
Né en Italie, Giacomo émigre avec sa famille à Toronto, au Canada, alors qu'il est très jeune. Dès lors, il passe son temps entre Toronto au Canada et Rome en Italie, travaillant sur scène, pour le cinéma et la télévision. Il a une petite sœur, Bella Roma, qui a 21 ans. Bilingue, il joue aussi bien en anglais qu'en italien.
Il est diplômé du Humber College Theatre Program et a également étudié au Norman Jewison's Canadian Film Centre, à Toronto.

### Carrière

#### Débuts discrets
Sa première expérience dans un film fut un rôle mineur avec Shelley Winters et Vittorio Gassman, tourné à Cinecittà, à Rome.
En 2010, il joue dans un épisode de la série médicale italienne, Medicina Generale. Entre 2013 et 2014, il développe ses apparitions à la télévision et on peut le voir dans un épisode de Beauty and the Beast, une série popularisée grâce à son interprète principale, Kristin Kreuk, puis il décroche un rôle récurrent dans la série dramatique et historique Reign : Le Destin d'une reine, interprétant le mari de Lola pour cinq épisodes.
L'acteur signe ensuite pour trois épisodes des Enquêtes de Murdoch avant de jouer l'un des rôles principaux de la sitcom comique Selfie aux côtés de Karen Gillan, John Cho et David Harewood. Mais la série est rapidement annulée à cause des audiences insuffisantes.

#### Grey's Anatomyet révélation

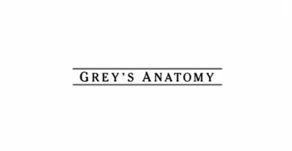
Logo de la série télévisée Grey's Anatomy.

En 2015, il interprète le rôle d'un nouvel interne, le Dr Andrew DeLuca, à partir de la fin de saison 11 de Grey's Anatomy. Un rôle, dans un premier temps, récurrent fin de saison 11 et principal depuis la saison 12. Cette série permet à l'acteur d'être révélé au grand public. 

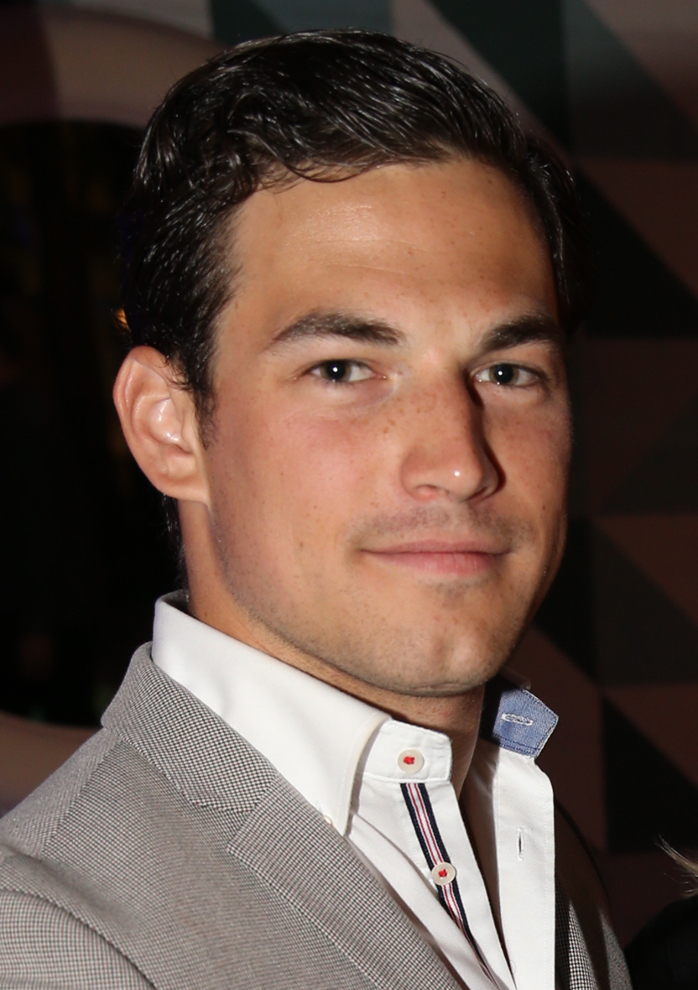
L'acteur en 2015.

En 2016, forte d'une nouvelle visibilité, il joue un second rôle, Sam Stoller, dans son premier long métrage, pour le biopic dramatique La Couleur de la victoire, qui revient sur le parcours de l'athlète afro-américain Jesse Owens qui à lui seul, a humilié Adolf Hitler et empêché la glorification du Troisième Reich lors des Jeux Olympiques de 1936 à Berlin.
Cette même année, l'acteur reçoit ses premières citations grâce à son travail dans Grey's Anatomy, par la cérémonie des Golden Maple Awards.
En 2018, il est à l'affiche de trois films indépendants : la comédie romantique australienne Azzurro, la comédie dramatique Edging, récompensée aux Canadian Film Fest 2017 et le drame canadien Acquainted, primé lors du Festival du film de Mammoth 2019. Pour deux de ces productions, il assure aussi le rôle de producteur exécutif.
En 2021, il quitte la série Grey's Anatomy sur une décision émanant de la productrice Krista Vernoff après 126 épisodes.

### Vie privée
L'acteur profite de sa notoriété pour sensibiliser son public à des causes importantes. En 2015, il fait du volontariat à Amatrice, un village italien qui a été détruit par un tremblement de terre. Cette année-là, l'acteur se rend au Népal pour aider à reconstruire une école,.
Sportif, l'acteur est fan d'alpinisme, fait des séances de musculation et joue aussi au softball. C'est aussi un amoureux de la musique, il joue de la guitare.
Au mois de novembre 2017, il s'est fiancé avec sa compagne Nichole, maquilleuse, avec qui il partage sa vie depuis 2015. Ils se sont mariés le 28 avril 2019, en Italie, à Rome.

## Filmographie

### Cinéma

#### Longs métrages
- 2016 : La Couleur de la victoire de Stephen Hopkins : Sam Stoller
- 2018 : Azzurro de Jeneffa Soldatic : Claudio (également producteur exécutif)
- 2018 : Edging de Natty Zavitz : Christopher
- 2018 : Acquainted de Natty Zavitz : Drew (également producteur exécutif)
- 2022 : Diabolik: Ginko all'attacco de Marco et Antonio Manetti : Diabolik
- 2023 : Diabolik, chi sei? de Marco et Antonio Manetti : Diabolik

#### Courts métrages
- 2013 : Done de Jesse Bostick : John

### Télévision

#### Séries télévisées
- 2010 : Medicina generale (it) : Alberto Talenti (saison 2, épisode 24)
- 2013 : Beauty and the Beast : Adjoint du maire (saison 1, épisode 20)
- 2014 : Reign : Le Destin d'une reine : Lord Julien Varga / Remy (saison 1, 5 épisodes)
- 2013-2014 : Les Enquêtes de Murdoch (The Murdoch Mysteries) : Leslie Garland (saisons 7 et 8, 9 épisodes)
- 2014 : Selfie : Freddy
- 2015 : The Secret Life of Marilyn Monroe (en) (mini-série) : Jimmy Dougherty
- 2015 : Backpackers (en) : Andrew (saison 2, épisodes 7 à 10)
- 2017 : Cut N' Dry Talent TV : Acteur du clip vidéo (saison 4, épisode 8)
- 2015-2021 : Grey's Anatomy : Dr Andrew DeLuca (rôle principal - 126 épisodes)
- 2018/2021 : Station 19 : Andrew DeLuca (saison 2, épisodes 1 et 2, saison 4, épisode 6)
- 2024 : Wild Cards  : Cole Ellis (rôle principal)
- 2024 : L'Amour trompé, série télévisée de Pappi Corsicato : Elia (aux côtés de Monica Guerritore[9]).

#### Jeux vidéo
- 2013 : Time Tremors : Mr. Vincent (voix)
- 2016 : Uncharted 4: A Thief's End : voix supplémentaire
- 2020 : Marvel's Avengers : Clint Barton (voix)

## Voix françaises
- Damien Ferrette dans (les séries télévisées) :
  - Reign : Le Destin d'une reine
  - Grey's Anatomy
  - Grey's Anatomy : Station 19
  - L'Amour trompé

Et aussi
- David Manet (Belgique) dans Wild Cards (série télévisée)

## Distinctions

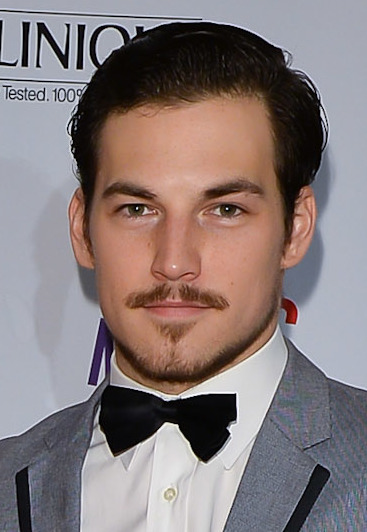
Lors du CFC Annual Gala 2014

Sauf indication contraire, les informations mentionnées dans cette section peuvent être confirmées par la base de données cinématographiques IMDb,  présente dans la section « Liens externes ».

### Nominations
- Golden Maple Awards 2016 : 
  - Meilleur acteur dans une série télévisée américaine pour Grey's Anatomy
  - Meilleur nouvel acteur de l'année dans une série télévisée américaine pour Grey's Anatomy